# Richard Ormond
Richard Louis Ormond, CBE, (geboren am 16. Januar 1939 in Batheaston) ist ein britischer Historiker, Kunsthistoriker und ehemaliger Museumsdirektor.

## Leben
Richard Ormond kam als Sohn von Conrad Ormond und seiner Frau Dorothea Charlotte, geborene Gibbons, zur Welt. Die Mutter stammte aus dem Adel und war Tochter von Sir Alexander Doran Gibbons, 7th Baronet of Stanwell Place. Eine Großmutter väterlicherseits war Violet Sargent Ormond, die Schwester des Malers John Singer Sargent. Nach der Schulausbildung besuchte Ormond zunächst die Brown University in Providence, Rhode Island, bevor er am Christ Church College der University of Oxford Geschichte studierte. Er schloss das Studium mit einem Bachelor of Arts ab.
Ormond begann seine berufliche Laufbahn am Birmingham City Museum and Art Gallery, wo er 1964 eine Ausstellung mit 100 Arbeiten seines Großonkels John Singer Sargent kuratierte. In einer weiteren Ausstellung widmete er sich 1965 dem Werk der Präraffaeliten, die im Museum von Birmingham besonders gut vertreten sind. Er wechselte danach an die National Portrait Gallery, wo er Kurator für die Kunst des 19. Jahrhunderts wurde. Darüber hinaus war er von 1975 bis 1983 stellvertretender Direktor der Museums. 1983 nahm Ormond seine Arbeit am National Maritime Museum in London auf. Dort leitete er zunächst bis 1985 die hauseigene Gemäldesammlung und stand anschließend von 1986 bis 2000 dem Museum als Direktor vor. Dies schloss auch das Royal Greenwich Observatory ein. In seine Amtszeit fiel beispielsweise die grundlegende Renovierung des zum Museum gehörenden Queen’s House. Darüber hinaus kuratierte er eine Reihe von publikumswirksamen Ausstellungen wie Armada (1988), Henry VIII (1991), Pirates (1994), Titanic (1995) und Story of Time (2000). Weiterhin war Ormond 30 Jahre lang Vorstandsvorsitzender der Watts Gallery in Compton (Surrey), bis er 2017 aus diesem Amt ausschied.
1970 brachte Ormond eine erste Biografie zu Sargent heraus, der zahlreiche weitere Veröffentlichungen folgen sollten, darunter das mehrbändige Werkverzeichnis des Malers, das er zusammen mit Elaine Kilmurray verfasste. Darüber hinaus veröffentlichte er beispielsweise über den englischen Maler Frederic Leighton. Weiterhin war Ormond wiederholt als Gastkurator tätig. So konzipierte er 2015 die Ausstellung Sargent: Portraits of Artists and Friends, die in der National Portrait Gallery in London und im Metropolitan Museum of Art in New York City zu sehen war. Für seine Verdienste erhielt er 1999 die Ehrendoktorwürde der University of Greenwich in London.

## Veröffentlichungen (Auswahl)
- Exhibition of works by John Singer Sargent. Ausstellungskatalog, Museum and Art Gallery, Birmingham 1964.
- The Pre-Raphaelites and their circle. Museum and Art Gallery, Birmingham 1965.
- Early Victorian Portraits. National Portrait Gallery, Her Majesty’s Stationery Office, London 1973.
- Leighton’s frescoes in the Victoria and Albert Museum. Victoria and Albert Museum, London 1975.
- The face of monarchy. British royalty portrayed. Phaidon, Oxford 1977, ISBN 0-7148-1762-7.
- John Singer Sargent and the Edwardian age. Ausstellungskatalog Leeds Art Galleries, National Portrait Gallery und Detroit Institute of Arts, Leeds Art Galleries und National Portrait Gallery, London 1979. (Zusammen mit James Lomax)
- National Portrait Gallery in colour. National Portrait Gallery und Studio Vista, London 1979, ISBN 0-289-70872-9.
- Sir Edwin Landseer. Ausstellungskatalog Philadelphia Museum of Art und Tate Gallery, London, Rizzoli, New York 1981.
- Dictionary of British portraiture. Batsford, London 1981, ISBN 0-7134-1468-5.
- John Singer Sargent. Ausstellungskatalog Tate Gallery, London und National Gallery of Art, Washington D.C., Museum of Fine Arts, Boston, Tate Gallery Publishing, London 1998, ISBN 1-85437-245-9.
- John Singer Sargent, The early portraits. Paul Mellon Centre for Studies in British Art und Yale University Press, New Haven und London 1998, ISBN 0-300-07245-7. (Zusammen mit Elaine Kilmurray)
- John Singer Sargent, Portraits of the 1890s. Paul Mellon Centre for Studies in British Art und Yale University Press, New Haven und London 2002, ISBN 0-300-09067-6. (Zusammen mit Elaine Kilmurray)
- John Singer Sargent, The later portraits. Paul Mellon Centre for Studies in British Art und Yale University Press, New Haven und London 2003, ISBN 0-300-09806-5. (Zusammen mit Elaine Kilmurray)
- John Singer Sargent, Figures and landscapes, 1874–1882. Paul Mellon Centre for Studies in British Art und Yale University Press, New Haven und London 2006, ISBN 978-0-300-11716-5. (Zusammen mit Elaine Kilmurray)
- John Singer Sargent, Venetian figures and landscapes, 1898–1913. Paul Mellon Centre for Studies in British Art und Yale University Press, New Haven und London 2009, ISBN 978-0-300-14140-5. (Zusammen mit Elaine Kilmurray)
- John Singer Sargent, Figures and landscapes, 1883–1899. Paul Mellon Centre for Studies in British Art und Yale University Press, New Haven und London 2010, ISBN 978-0-300-16111-3. (Zusammen mit Elaine Kilmurray)
- John Singer Sargent, Figures and landscapes, 1900–1907. Paul Mellon Centre for Studies in British Art und Yale University Press, New Haven und London 2012, ISBN 978-0-300-17735-0. (Zusammen mit Elaine Kilmurray)
- John Singer Sargent, Figures and landscapes, 1908–1913. Paul Mellon Centre for Studies in British Art und Yale University Press, New Haven und London 2014, ISBN 978-0-300-17736-7. (Zusammen mit Elaine Kilmurray)
- Sargent: portraits of artists and friends. Ausstellungskatalog National Portrait Gallery, London und Metropolitan Museum of Art, New York, National Portrait Gallery, London 2015, ISBN 978-1-85514-545-0. (Zusammen mit Elaine Kilmurray)
- John Singer Sargent, Figures and landscapes, 1914–1925. Paul Mellon Centre for Studies in British Art und Yale University Press, New Haven und London 2016, ISBN 978-0-300-17737-4. (Zusammen mit Elaine Kilmurray)